# I. e. 203
Évszázadok: i. e. 4. század – i. e. 3. század – i. e. 2. század
Évtizedek: i. e. 250-es évek – i. e. 240-es évek – i. e. 230-as évek – i. e. 220-as évek – i. e. 210-es évek – i. e. 200-as évek – i. e. 190-es évek – i. e. 180-as évek – i. e. 170-es évek – i. e. 160-as évek – i. e. 150-es évek
Évek: i. e. 208 – i. e. 207 – i. e. 206 – i. e. 205 –  i. e. 204 – i. e. 203 – i. e. 202 – i. e. 201 – i. e. 200 – i. e. 199 – i. e. 198

## Események

### Itália és Észak-Afrika
- Rómában Cnaeus Servilius Caepiót és Caius Servilius Geminust választják consulnak.
- A második pun háborúban az Észak-Afrikába átkelt Publius Cornelius Scipio Utica meghiúsult ostroma után béketárgyalásokat folytat a karthágóiakkal, majd éjszaka felgyújtja a pun és a velük szövetséges numida tábort, és meglepetésszerűen rájuk támad. Állítólag negyvenezer embert mészárolnak le a rómaiak.
- Scipio ezután visszatér Utica ostromához, majd az újonnan összegyűjtött keltiber zsoldosokkal megerősített pun-numida sereget a város közelében lévő Nagy Mezőkön szétveri. A karthágói vezérnek, Hasdrubal Giscónak és a numida királynak, Syphaxnak sikerül elmenekülnie.
- Scipio hadvezére, Caius Laelius és a velük szövetséges numida vezér, Masinissa követik Syphaxot a numidák fővárosáig, Cirtáig. Az üldözésben Syphax leesik sebesült lováról és elfogják. Scipio Itáliába küldi, ahol a király Tibur városában meghal.
- Masinissa valamennyi numida királyává válik és a rómaiak oldalán folytatja a Karthágó elleni háborút.
- Hasdrubal Gisco meggyőzi a karthágói tanácsot, hogy állítsanak fel új hadsereget és hívják haza Hannibalt Itáliából.
- Hannibal testvére, Mago Barca Gallia Cisalpinában a rómaiak ellen harcolva megsebesül és a Karthágóba tartó hajóúton belehal sérüléseibe.

## Halálozások
- Quintus Fabius Maximus Verrucosus Cunctator, római hadvezér és államférfi
- Mago Barca, karthágói hadvezér
- Syphax, numida király

## Fordítás
- Ez a szócikk részben vagy egészben  a(z)   203 BC című angol Wikipédia-szócikk ezen változatának fordításán alapul.  Az eredeti cikk szerkesztőit annak laptörténete sorolja fel. Ez a jelzés csupán a megfogalmazás eredetét és a szerzői jogokat jelzi, nem szolgál a cikkben szereplő információk forrásmegjelöléseként.